# ヴェニシュー
ヴェニシュー （Vénissieux）は、フランス、オーヴェルニュ＝ローヌ＝アルプ地域圏、メトロポール・ド・リヨンの都市。

## 地理
リヨンの南にある郊外自治体である。1852年まではドーフィネに属していた。ローヌ川右岸に位置する。

## 歴史

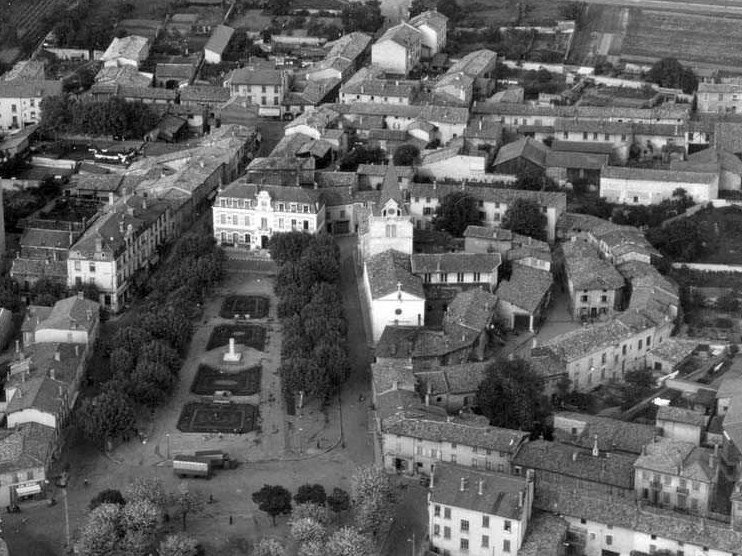
20世紀初頭のヴェニシュー中心部

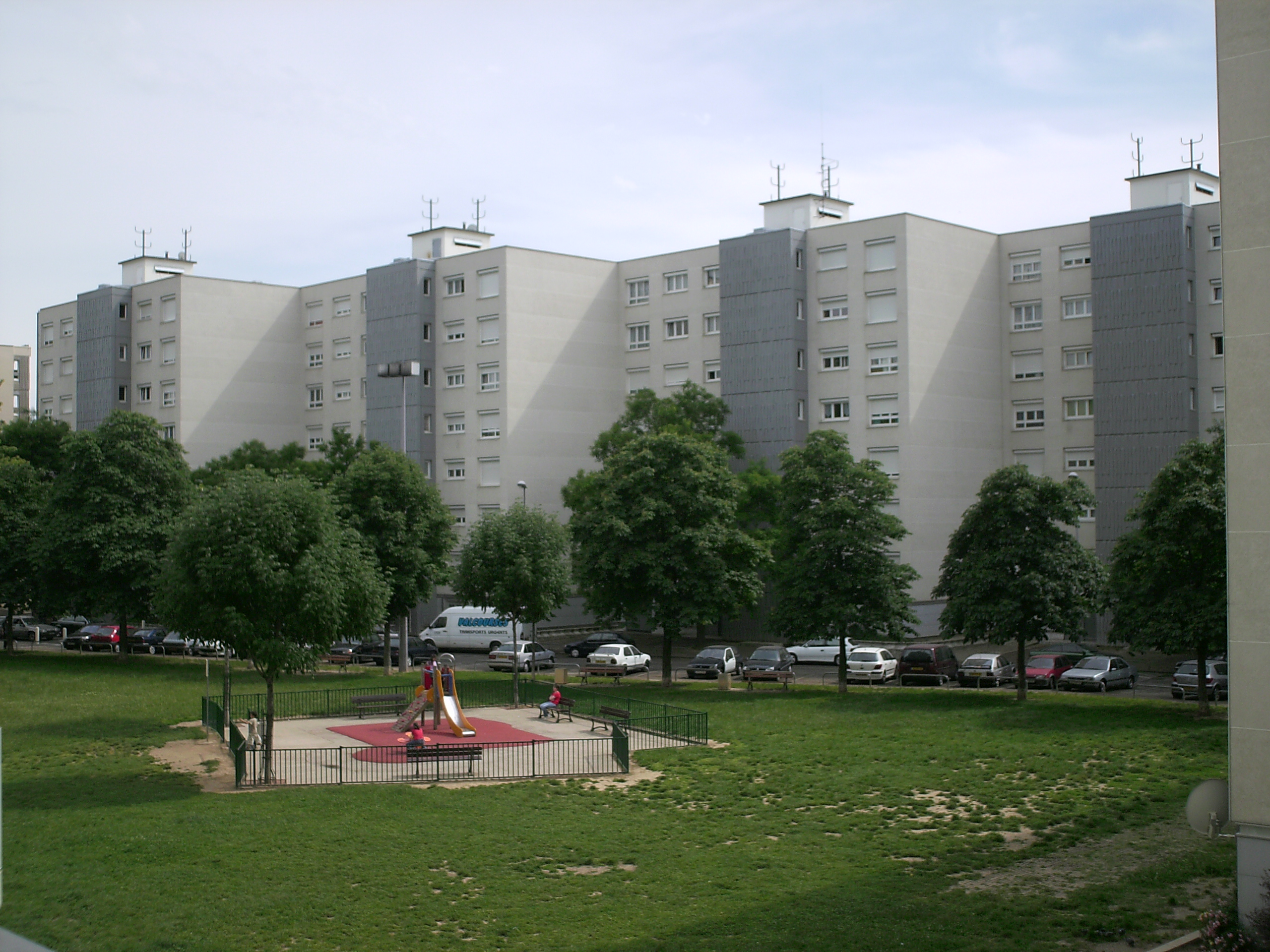
マンゲット地区

ヴェニシューとは、ガロ＝ローマ時代発祥の名称で、ウィニシウスのヴィッラ（villa de Vinicius）に由来する。その後Venicusに変異し、16世紀にはヴェニシ（Venici）となった。VenissieuからVenissieuxへ変わって現在に至っている。末尾のxは、アルピタン語域内での特徴的な名前である。
かつては農地がほとんどを占めていた。12世紀にサヴォイア伯がシャンデュー城（17世紀に破壊された）を征服し、ヴェニシューを含む一帯を支配下に置いた。
1915年、モンプレジールで機械工として働いていたマリウス・ベルリエ（fr）は、ヴェニシューに隣接する土地400ヘクタールを買い、ベルリエ自動車の工場を建てた。60年後、彼の会社は21,000人以上を直接雇用していた。
1944年5月、ベルリエの工場を含む多くの産業施設が空爆で破壊された。
1963年から1974年までヴェニシューの爆発的な人口増加は続き、低所得者用集合住宅が建てられた。これが現在のマンゲット地区（fr）である。1981年、マンゲットで都市暴動が起き、当時の内務大臣ガストン・ドフェールは強力な警察の取締りを主張して弾圧した。1983年、人種主義差別反対を訴えるため
ブールの行進（fr、ブールとは北アフリカ移民を指す。）が組織された。同年12月に首都パリに到達した大行進には、およそ6万人が参加した。これにより、当時のフランソワ・ミッテラン政権は、移民の10年間の滞在許可証発行を認めた。
1985年から2009年まで、フランス共産党所属のアンドレ・ゲラン（fr）がヴェニシュー市長を務めた。2009年6月8日、およそ60人のヴェニシュー議会議員は、公共の場でのブルカまたはニカブ着用の現状を調査する委員会設置に署名した 。

## 出身者
- ジョゼフ＝デジレ・ジョブ - サッカー選手
- サミュエル・デュムラン - ロードレース選手
- マキシム・ゴナロン - サッカー選手
- ロマン・デル・カスティージョ - サッカー選手
- マクサンス・カケレ - サッカー選手

## 姉妹都市
- オシャツ、ドイツ
- ノヴィー・イチーン、チェコ
- ジョアル、セネガル
- マニセス、スペイン